# Marison Ranieri
Marison Ranieri Rodrigues de Freitas (Recife, 20 de março de 1995) é um linguista, escritor e editor-assistente brasileiro. Autor do livro de poemas Meu corpo é lar de absurdos, publicado pela Editora Flyve, também contribuiu na autoria de um resumo executivo sobre a inclusão digital de línguas indígenas ameaçadas, disponível na biblioteca digital da UNESCO
. Em 2024, foi semifinalista do 4º Prêmio MicroConto de Ouro da Casa Brasileira de Livros e exerce o cargo de editor-assistente na antologia Carne, Palavra e Osso da Impérios Sagrados.

## Obra
- Meu corpo é lar de absurdos. Recife: Editora Flyve, 2024.

## Minibio
Marison Ranieri publicou seu primeiro livro de poesia, Meu corpo é lar de absurdos (2024), explorando temas de construção, memória e transformação. Participou da autoria de um documento executivo sobre a preservação e inclusão digital de línguas indígenas ameaçadas, disponível na UNESCO. Atua como editor-assistente na antologia Carne, Palavra e Osso (2024), organizada pela Impérios Sagrados. Marison também é semifinalista do 4º Prêmio MicroConto de Ouro da Casa Brasileira de Livros.

## Antologias e organizações
- POETICS | Water: Life & Death. (2024). Bainbridge Island Press.[4]
- Carne, Palavra e Osso. (2024). Impérios Sagrados.
- 4º Prêmio MicroConto de Ouro. (2024). Livro físico.[3]
- Nós – Volume II. (2024). Lura.[5]
- 100 Poetas Vivos. (2025). Toma Aí Um Poema & Editora Comala.[6]

## Realizações
- Coautor de um resumo executivo sobre inclusão digital de línguas indígenas ameaçadas, disponível na biblioteca digital da UNESCO.
- Semifinalista do 4º Prêmio MicroConto de Ouro da Casa Brasileira de Livros (2024).[3]
- Semifinalista do 1º Grande Prêmio Haijin do Brasil (2024).[7]
- Editor-assistente da antologia Carne, Palavra e Osso da Impérios Sagrados.
- Revisor da Revista "Imperium RevIS".[8]
- Autor publicado na Revista Eletrônica Ruído Manifesto.[9]

## Crítica
- Fabio Pires - (2024) REVIEW do Livro “Meu Corpo é Lar de Absurdos” de Marison Ranieri. Publicado na revista Impérios Sagrados.[10]
- Gabriel Bernardo - (2024) REVIEW de Meu corpo é lar de absurdos. Publicado no blog Lombada Quadrada. Publicado na revista Impérios Sagrados.[11]
- Júlia Queiroga - (2024) Resenha | Meu Corpo É Lar De Absurdos. Publicado em Publisko.[12]